# Corredor Duarte
El Corredor Duarte es una obra de infraestructura y agilización de tránsito vehicular en Santo Domingo. El proyecto consistió en la construcción de seis elevados que agilizan el tránsito vehicular tanto en el Distrito Nacional como en la provincia de Santo Domingo.
Tiene como objetivo desarrollar una solución vial integral para el mejoramiento del tránsito en las intersecciones intervenidas y su entorno.

## Antecedentes
Según estudios del Ministerio de Obras Públicas y Comunicaciones (MOPC), 800 mil unidades se desplazan a diario por las principales intersecciones y arterias que atraviesan la ciudad de Santo Domingo, y constituyen el enlace entre la Autopista Duarte en lo que se conoce como Corredor Duarte.
El 12 de febrero del año 2009, el MOPC, bajo la gestión del Ministro Ing. Víctor Díaz Rúa, convocó a participar en la licitación pública para el diseño y la construcción de soluciones de tráfico en sus puntos principales, considerados neurálgicos para la circulación vial del Distrito Nacional y las provincias de Santo Domingo Norte y Santo Domingo Este, así como para los vehículos que se transladan desde y hacia el interior del país.
Recibidas y estudiadas las propuestas técnicas y económicas presentadas por las empresas interesadas, el 24 de abril del año 2009, se adjudicó al Consorcio Corredor Duarte, el contrato para la ejecución de las obras del Corredor Duarte, bajo la supervisión de Tecnoamérica.

## Características
El Corredor Duarte consiste en una solución vial con fines a mejorar las condiciones y capacidad del sistema de tránsito de Santo Domingo, facilitando el desplazamiento de más de 800 mil unidades vehiculares por cruces como los de la Autopista Duarte con Carretera de Manoguayabo y Avenida Monumental, Avenida John F. Kennedy con Avenida Núñez de Cáceres y Calle Dr. Defilló, Avenida 27 de Febrero con Avenida José Ortega y Gasset, y Avenida Charles de Gaulle con Autopista de San Isidro.

## Pasos

### Ave. 27 de Febrero con Ave. Ortega y Gasset
Paso inferior con dos (2) carriles, uno dirección a la Avenida 27 de Febrero y otra en dirección a la UASD en un sentido de circulación y longitud total de 370 metros y paso elevado con dos (2) carriles conectados a la dos avenidas en un sentido con longitud total de 400 metros.

### Ave. Charles de Gaulle con Autopista San Isidro
Paso elevado con dos (2) carriles en cada sentido de circulación y longitud total de 400 metros, compuesto por un viaducto de 220 metros y dos (2) accesos de 90 metros cada uno.

### Ave. John F. Kennedy con Calle Dr. Defilló
Paso elevado con tres (3) carriles en cada sentido de circulación y longitud total de 500 metros, compuesto por un viaducto de 220 metros y dos (2) accesos de 125 y 155 metros cada uno.

### Ave. John F. Kennedy con Ave. Núñez de Cáceres
Paso elevado con tres (3) carriles en cada sentido de circulación y longitud total de 500 metros, compuesto por un viaducto de 220 metros y dos (2) accesos de 125 y 155 metros cada uno.

### Autopista Duarte con Ave. Manoguayabo
Paso elevado con tres (3) carriles en cada sentido de circulación y longitud total de 530 metros, compuesto por un viaducto de 320 metros y dos (2) accesos de 155 metros cada uno.

### Autopista Duarte con Ave. Monumental
Paso elevado con tres (3) carriles en cada sentido de circulación y longitud total de 530 metros, compuesto por un viaducto de 220 metros y dos (2) accesos de 155 metros cada uno.

## Inauguración
- El jueves 13 de agosto de 2010, el presidente Leonel Fernández inauguró el primer componente del Corredor Duarte: el elevado de la Ave. John F. Kennedy / Ave. Núñez de Cáceres. Dicho elevado consta de seis carriles, tres en cada sentido de circulación, con un ancho de 3.6 y una longitud de 500 metros, de los que el viaducto tiene 220 metros. Se estima que –diariamente- transitan 126,000 vehículos, y en las horas pico 3,000 por hora en el sentido este-oeste y 3,500 en la dirección oeste-este.

- El 22 de septiembre, el Ministerio de Obras Públicas y Comunicaciones abrió el paso al tránsito vehicular por el elevado de la 27 de Febrero con Ortega y Gasset. El elevado Ortega y Gasset tiene una longitud de 400 metros, con dos carriles cada uno con 3.65 metros y el ancho total de la vía es de 9.60 metros. La altura del elevado es de 5.40 metros con pendiente longitudinal de 6.0. Esta estructura posibilitará el tránsito de los vehículos que transitan desde la avenida 27 de Febrero hacia la avenida Ortega y Gasset sin tapones ni semáforos. Esta intersección era uno de los puntos críticos donde confluían dos vías con un tránsito pesado.

- El viernes 19 de noviembre, de 2010, El presidente Leonel Fernández inauguró el elevado, ubicado en la intercepción de las avenidas John F. Kennedy y Doctor Fernando Defilló. Dicho elevado consta de seis carriles, tres en cada sentido de circulación, con un ancho de 3.65 metros y una longitud total de 500 metros, de los cuales el viaducto tiene 220 metros de longitud, mientras que los dos accesos en ambos extremos tienen 125 y 155 metros cada uno, informó la institución gubernamental.

- El 24 de marzo del 2011 se inauguró el elevado de la avenida Charles de Gaulle, el elevado es una estructura de 400 metros de longitud con un ancho total de 18.20 metros y la altura de 5.40 metros. Además tiene cuatro carriles, dos en cada sentido de circulación.

- El 5 de abril del 2011, El presidente Leonel Fernández, inauguró el túnel de la Núñez de Cáceres con 27 de Febrero, obra que conforma el quinto componente del proyecto Corredor Duarte.

## Instituciones involucradas
El Gobierno Dominicano realiza la obra a través del Ministerior de Obras Públicas y Comunicaciones (MOPC), que, vía una licitación pública internacional, resultó ganador el Consorcio Corredor Duarte, conformado por la Constructora Norberto Odebrecht y Estrella, para la ejecución de la obra.
La Constructora Norberto Odebrecht S.A, fundada en 1945, es una de las mayores empresas de ingeniería y construcción de América Latina, y la mayor exportadora de Brasil de servicios en su rama, que abarcan de manera integrada las áreas de ingerniería, provisión, construcción, montaje y gestión de obras civiles, industrias y de tecnología especial.
Estrella S.A. es la principal empresa en el ramo de ingerniería y construcción en la República Dominicana, y cuenta con varias sucursales a nivel nacional y un amplio historial de calidad que le ha permitido ser certificada internacionalmente en todos los ámbitos en que ofrece sus servicios.